# 邱翌如
邱翌如（1984年3月19日—），為台灣女子羽球運動員，畢業於國立台灣師範大學運動競技學系，現為台中市豐原國中體育組長兼羽毛球教練。

## 簡歷
2004年12月5日，邱翌如在中華台北羽球公開賽女子單打項目決賽中，以0比2（9-11、8-11）不敵日本的梅津知惠，屈居亞軍，仍寫下台灣選手在該賽事女單項目的最佳成績。
2012年10月2日，邱翌如在中華台北羽球公開賽會外賽中以2比0（21-17、21-14）擊敗另一名台灣選手宋碩芸，連續九年從該賽事的會外賽晉級會內賽。

## 主要比賽成績
只列出曾進入準決賽的國際賽事成績：
| 年份   | 賽事                       | 公開賽級別 | 項目     | 搭檔   | 成績   |
| ------ | -------------------------- | ---------- | -------- | ------ | ------ |
| 2004年 | 中華台北羽球公開賽         |            | 女子單打 | －     | 亞軍   |
| 2005年 | 中華台北羽球公開賽         |            | 女子雙打 | 簡秀凌 | 準決賽 |
| 2007年 | 印度尼西亞泗水羽毛球挑戰賽 | 國際系列賽 | 女子單打 | －     | 冠軍   |
| 2008年 | 中華台北羽球公開賽         | 黃金大獎賽 | 女子單打 | －     | 準決賽 |

| 2007-2017年 | 首要超級賽 | 超級賽 | 黃金大獎賽 | 大獎賽 | 國際挑戰賽 | 國際系列賽 | 未來系列賽 | 其他 |